# Rinat Safin
Rinat Safin (n. 29 august 1940, Olı Cäke⁠(d), RSFS Rusă, URSS – d. 19 octombrie 2014, Kirishsky District⁠(d), Regiunea Leningrad, Rusia) a fost un biatlonist ce a reprezentat Uniunea Republicilor Sovietice Socialiste, medaliat olimpic. A participat la o ediție a Jocurilor Olimpice (1972) în care a câștigat o medalie de aur.

## Participări
Lista de mai jos prezintă principalele competiții la care a participat Rinat Safin de-a lungul carierei.
- biathlon at the 1972 Winter Olympics – relay[*]